# Anisomeles
Anisomeles is een geslacht van kruidachtige planten uit de lipbloemenfamilie (Lamiaceae). De soorten komen voor in de tropische en subtropische delen van Azië zoals China, het Indisch subcontinent en Zuidoost-Azië. Verder kunnen de soorten ook aangetroffen worden in Papoea-Nieuw-Guinea, Noord-Australië en op enkele eilanden in de Indische Oceaan.

## Soorten
- Anisomeles ajugacea (F.M.Bailey & F.Muell.) A.R.Bean
- Anisomeles antrorsa A.R.Bean
- Anisomeles brevipilosa A.R.Bean
- Anisomeles bundeyensis A.R.Bean
- Anisomeles candicans Benth.
- Anisomeles carpentarica A.R.Bean
- Anisomeles dallachyi A.R.Bean
- Anisomeles eriodes A.R.Bean
- Anisomeles farinacea A.R.Bean
- Anisomeles grandibractea A.R.Bean
- Anisomeles heyneana Benth.
- Anisomeles indica (L.) Kuntze
- Anisomeles inodora R.Br.
- Anisomeles languida A.R.Bean
- Anisomeles lappa A.R.Bean
- Anisomeles leucotricha A.R.Bean
- Anisomeles macdonaldii A.R.Bean
- Anisomeles malabarica (L.) R.Br.
- Anisomeles moschata R.Br.
- Anisomeles ornans A.R.Bean
- Anisomeles papuana A.R.Bean
- Anisomeles principis A.R.Bean
- Anisomeles salviifolia R.Br.
- Anisomeles tirunelveliensis Rajakumar, Selvak. & S.Murug.
- Anisomeles viscidula A.R.Bean
- Anisomeles vulpina A.R.Bean
- Anisomeles xerophila A.R.Bean

## Hybriden
- Anisomeles × intermedia Wight ex Benth.

... · 
Ajuga (Zenegroen) · 
Anisomeles · 
Ballota (Ballote) · 
Basilicum · 
Cleonia · 
Clinopodium (Steentijm) · 
Dasymalla · 
Galeopsis (Hennepnetel) · 
Glechoma · 
Haplostachys · 
Hemiandra · 
Hyssopus · 
Lagochilus · 
Lamiastrum · 
Lamium (Dovenetel) · 
Lavandula (Lavendel) · 
Leonurus · 
Lycopus · 
Marrubium · 
Melissa (Melisse) · 
Mentha (Munt) · 
Nepeta (Kattenkruid) · 
Ocimum (Basilicum) · 
Origanum (Marjolein) · 
Perovskia · 
Phlomis · 
Prunella (Brunel) · 
Renschia · 
Rosmarinus · 
Salvia (Salie) · 
Satureja (Bonenkruid) · 
Scutellaria (Glidkruid) · 
Stachys (Andoorn) · 
Teucrium (Gamander) · 
Thymus (Tijm) · 
Vitex · 
Westringia · 
...